# Mojš
Mojš (maďarsky Majosfalva, do roku 1907 Moys) je obec na Slovensku v okrese Žilina. V roce 2011 zde žilo 700 obyvatel. První písemná zmínka o obci pochází z roku 1270. V obci se narodil otec prvního československého kosmonauta Vladimíra Remka.

## Dějiny
V písemných záznamech z roku 1419 je obec vzpomínána jako Vasarfalva, nicméně v roce 1438 již jako Majosfalva. Obec patřila zemanským rodinám Mojšovskovců a Záborskovců. Jistý čas patřila hradnímu panství Strečno. V roce 1598 měla obec 8 domů, v roce 1787 při prvním sčítání lidu 26 domů, 33 rodin a 189 obyvatel. Obyvatelé se zabývali především zemědělstvím a chovem dobytka. V obci je klasicistní kúrie ze začátku 19. století, vybudovaná na starším základě a gotická kaple sv. Anny z roku 1923.

## Galerie

Mojš
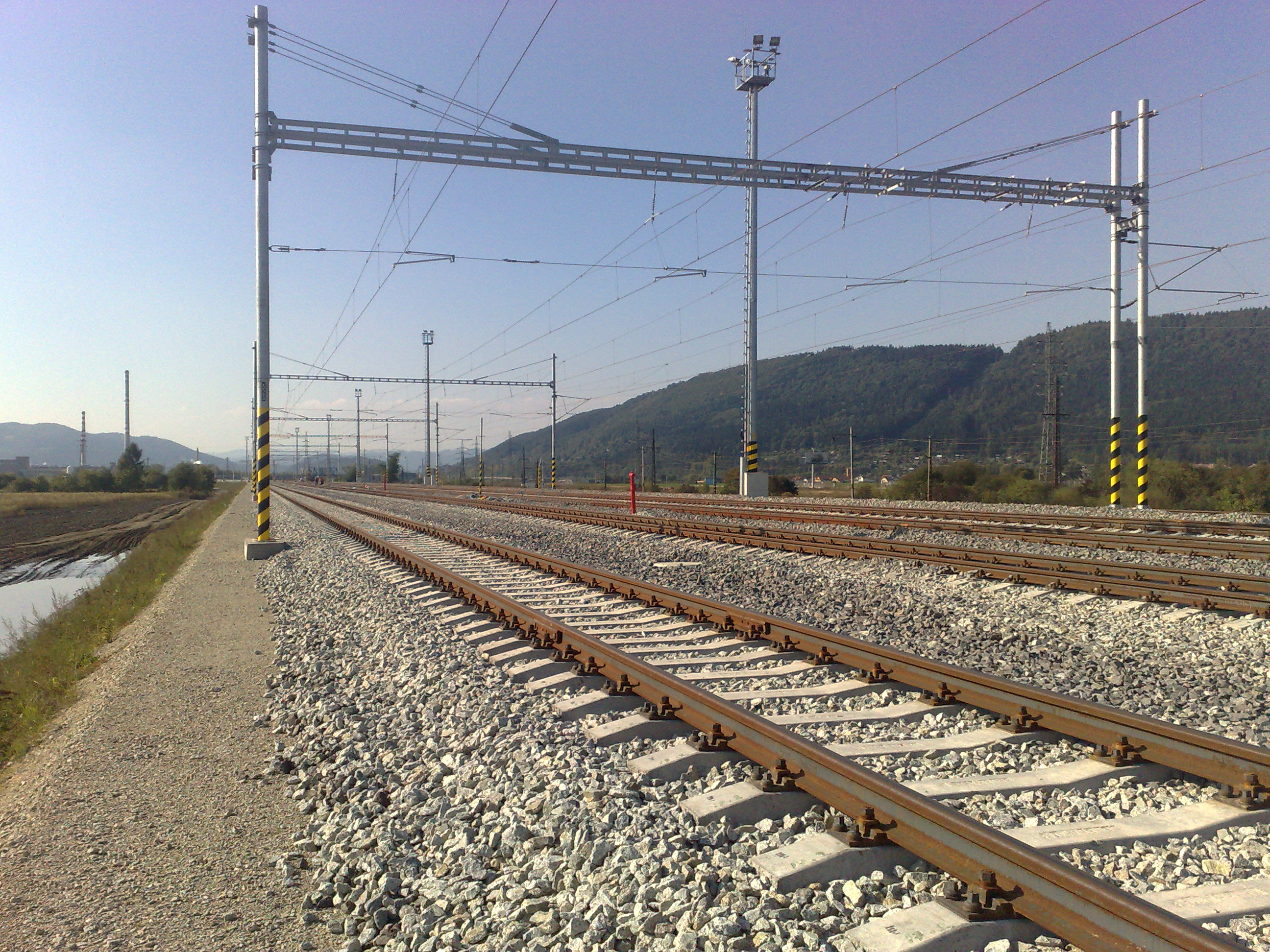
Nádraží
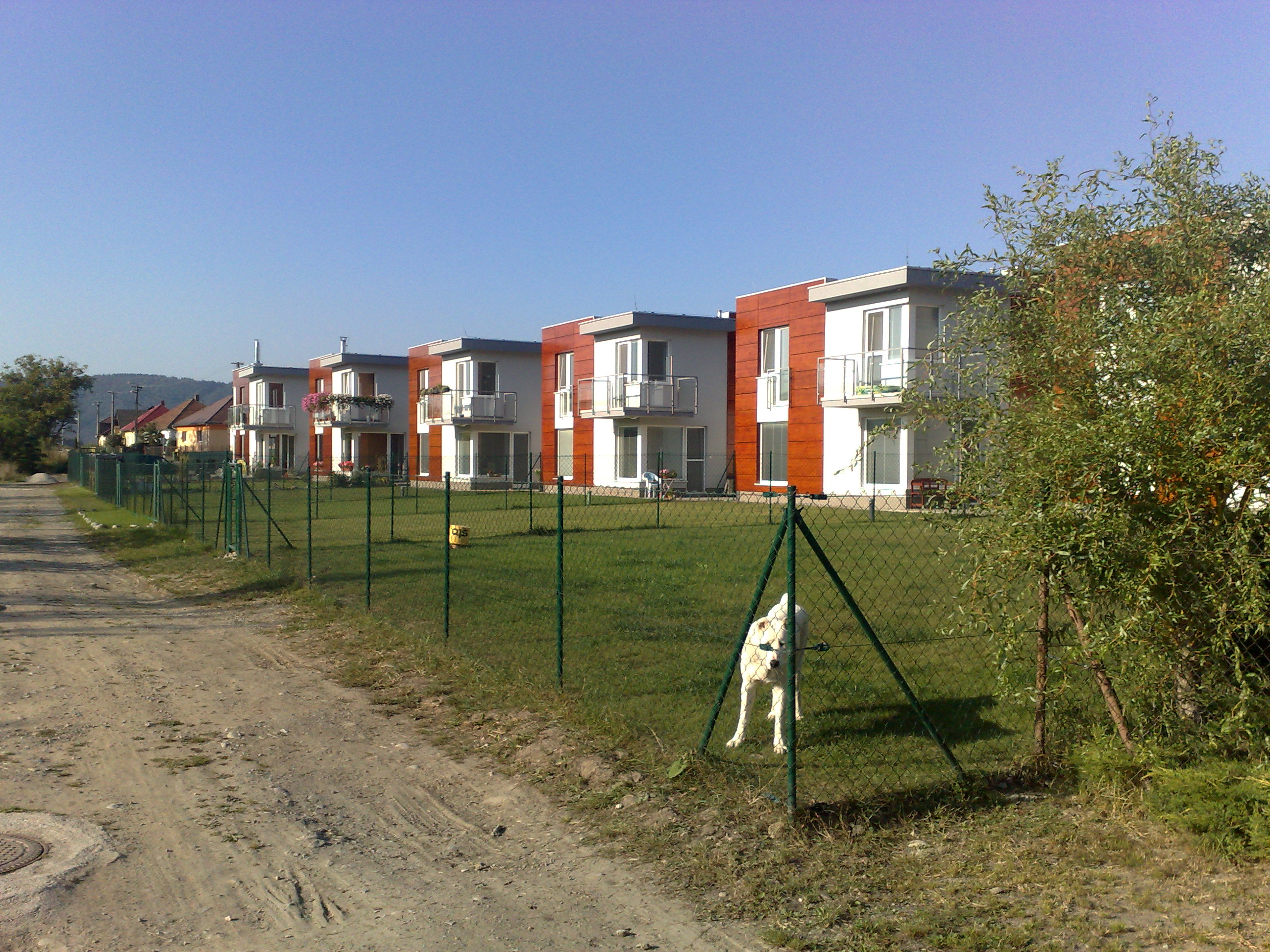
Nová zástavba
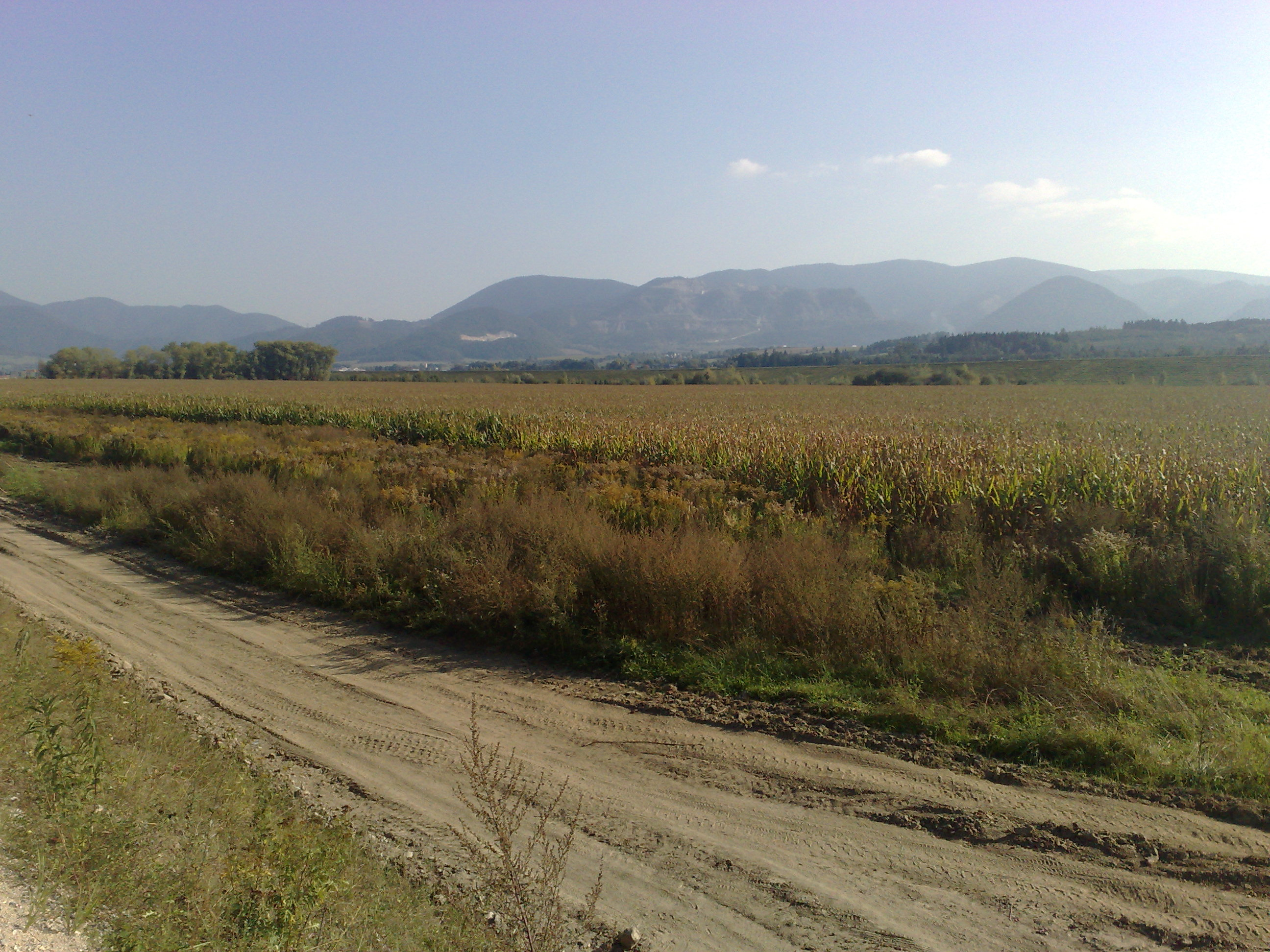
Příroda